# Teenage Dream
Teenage Dream è il terzo album in studio della cantautrice statunitense Katy Perry, pubblicato negli Stati Uniti il 24 agosto 2010 e il 30 agosto successivo nel resto del mondo dalla Capitol Records.
L'album si è posizionato alla posizione numero 10 della lista stilata da Billboard a luglio 2011 degli album più venduti negli Stati Uniti nella prima parte dell'anno, con 600 000 copie.

## Canzoni
Il singolo d'apertura, California Gurls, fu scritto come risposta a Empire State of Mind cantato da Jay-Z e Alicia Keys e rende omaggio alle fanciulle e allo stile di vita in California. Il brano segue lo stile electropop, pulsando suoni di sintetizzatori con alcune parti sostenute da Auto-Tune. The Beach Boys hanno richiesto che fossero assegnati loro i crediti nella scrittura del brano per la presenza, nel suo testo, del verso "I wish they could all be California Girls".
Hummingbird Heartbeat e il singolo E.T. prendono invece spunto dall'ex marito Russell Brand.

## Singoli

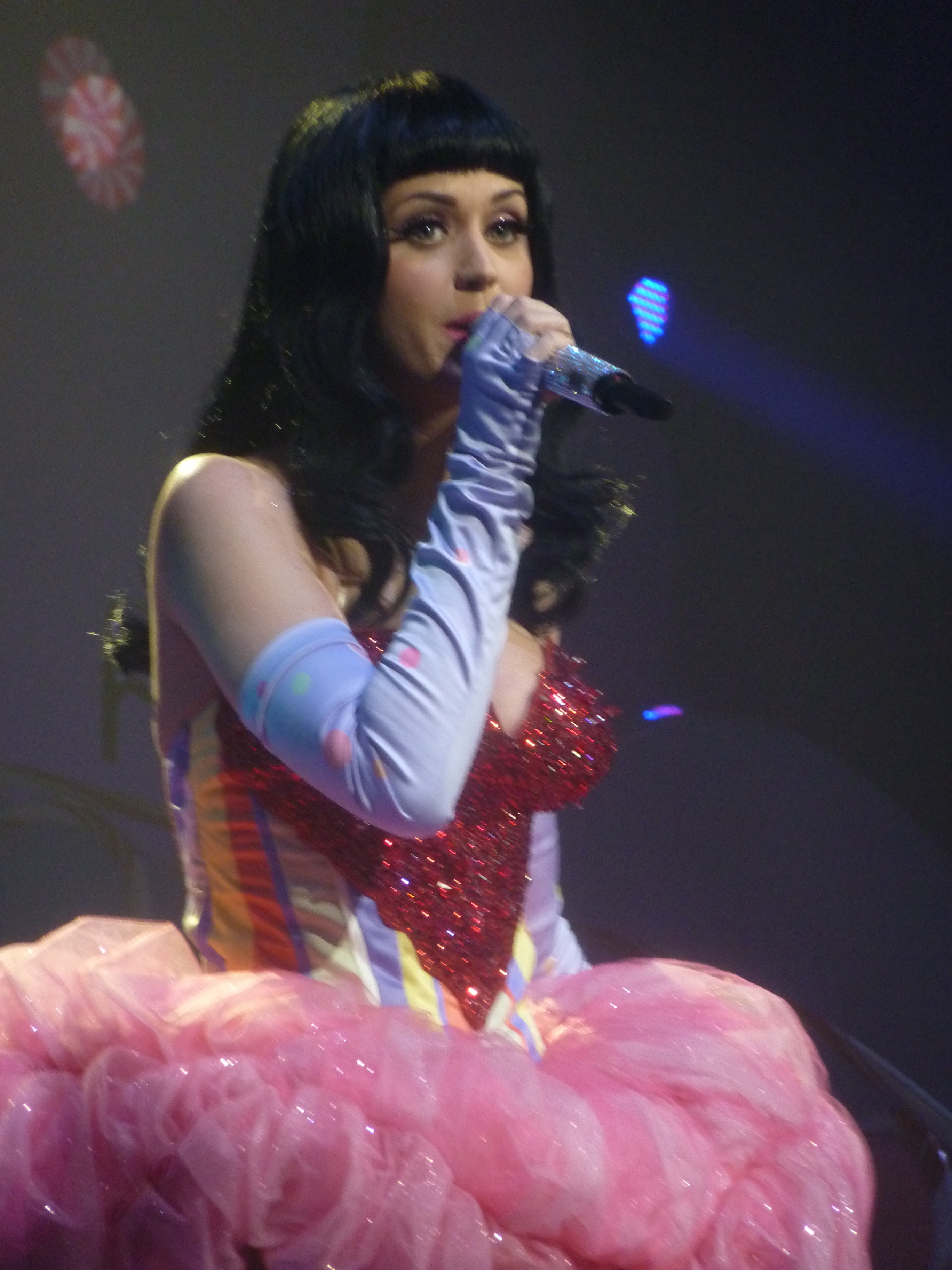
Katy Perry canta Teenage Dream in concerto a Parigi.

I primi due singoli estratti dall'album sono California Gurls, pubblicato il 7 maggio 2010, e Teenage Dream, messo in commercio il 23 luglio nei formati download digitale e CD, mentre come terzo singolo è stato pubblicato il brano Firework a fine ottobre. Nel febbraio 2011 pubblica poi come quarto singolo il brano E.T. in collaborazione con Kanye West.
Tutti e quattro i singoli hanno raggiunto la vetta della classifica statunitense. Altre due canzoni sono state pubblicate esclusivamente su iTunes: Not Like the Movies il 3 agosto, e Circle the Drain il 10 agosto. Le tracce dell'album sono state confermate sul sito della cantante il 23 luglio 2010. Inoltre il 6 giugno 2011 è stato diffuso un quinto singolo, Last Friday Night (T.G.I.F.) Anche il quinto singolo ha raggiunto la numero uno della classifica statunitense facendo così di Teenage Dream l'unico album dopo Bad di Michael Jackson ad avere cinque singoli al numero uno della classifica americana. Il 28 settembre 2011 entra inoltre in rotazione radiofonica il sesto singolo estratto, intitolato The One That Got Away.

## Accoglienza
Teenage Dream ha diviso la critica musicale.
Stephen Thomas Erlewine di AllMusic definì l'album una "volgarità esasperante". Spin sottolineò come l'album "non mancherà di far preoccupare i genitori dei ragazzini all'ascolto". Rob Sheffield di Rolling Stone descrisse l'album come sostenuto da "potenti beat anni Ottanta, melodie leggere, attingendo alla disco house filtrata in stile Daft Punk."
Leah Greenblatt di Entertainment Weekly scrisse: "Al di là dei travestimenti a tema frutta e alle battute salaci, Katy Perry è molto seria nel forgiare le sue canzoni; ciò non rende Teenage Dream un album coesivo, ma a intermittenza ci regala esattamente il tipo di carica che Katy si era riproposta."
Teenage Dream è stato nominato ai 53° Grammy Awards come Album dell'anno e miglior album pop. Il singolo di lancio, California Gurls ha ricevuto una nomina come Miglior collaborazione pop vocale mentre il secondo singolo, Teenage Dream ne ha guadagnata una per la miglior esibizione pop femminile. Firework è stato invece nominato nelle categorie "Record of the Year" e "Best Pop Solo Performance" nell'edizione del 2012.

## Tracce
1. Teenage Dream – 3:47 (Katy Perry, Lukasz Gottwald, Max Martin, Bonnie McKee, Benjamin Levin)
2. Last Friday Night (T.G.I.F.) – 3:50 (Katy Perry, Lukasz Gottwald, Max Martin, Bonnie McKee)
3. California Gurls (feat. Snoop Dogg) – 3:55 (Katy Perry, Calvin Broadus, Lukasz Gottwald, Max Martin, Bonnie McKee, Benjamin Levin, Brian Wilson, Mike Love)
4. Firework – 3:48 (Katy Perry, Tor Hermansen, Mikkel Eriksen, Sandy Wilhelm, Ester Dean)
5. Peacock – 3:51 (Katy Perry, Tor Hermansen, Mikkel Eriksen, Ester Dean)
6. Circle the Drain – 4:32 (Katy Perry, Christopher Stewart, Monte Neuble)
7. The One That Got Away – 3:47 (Katy Perry, Lukasz Gottwald, Max Martin)
8. E.T. – 3:26 (Katy Perry, Lukasz Gottwald, Max Martin, Joshua Coleman)
9. Who Am I Living For? – 4:08 (Katy Perry, Christopher Stewart, Monte Neuble, Brian Thomas)
10. Pearl – 4:08 (Katy Perry, Christopher Stewart, Greg Wells)
11. Hummingbird Heartbeat – 3:32 (Katy Perry, Christopher Stewart, Monte Neuble, Stacy Barthe)
12. Not Like the Movies – 4:01 (Katy Perry, Greg Wells)

### CD2:Dream On
1. If We Ever Meet Again (feat. Timbaland) – 4:23 (Jim Beanz, Timothy Mosley, Michael Busbee)
2. Starstrukk (feat. 3OH!3) – 3:22 (Sean Foreman, Nathaniel Motte)
3. California Gurls (Passion Pit Main Mix) – 4:11
4. California Gurls (Armand van Helden Remix) – 4:01
5. Teenage Dream (Kaskade Club Mix) – 6:28

Durata totale: 22:25
Traccia esclusiva della versione ITunes
1. Peacock (Cory Enemy & Mia Moretti vocal club mix) – 5:32

## Successo commerciale
L'album ha debuttato alla prima posizione nella classifica statunitense vendendo circa 192 000 copie nella prima settimana; la settimana successiva l'album è sceso alla quarta posizione, vendendo circa 88 000 copie (il 54% in meno rispetto alla settimana precedente). È entrato alla vetta anche in Regno Unito, con 54 176 copie vendute, e in Australia, vendendo più di 35 000 copie in una sola settimana e divenendo subito disco d'oro. Dopo poco più di un mese, l'album è stato certificato disco di platino per aver venduto oltre 70 000 copie. Anche in Canada è entrato alla vetta della classifica degli album, vendendo 26 000 copie in una settimana.

## Classifiche

### Classifiche settimanali
| Classifiche (2010) | Posizione massima |
| ------------------ | ----------------- |
| Australia          | 1                 |
| Austria            | 1                 |
| Belgio (Fiandre)   | 10                |
| Belgio (Vallonia)  | 5                 |
| Canada             | 1                 |
| Croazia            | 25                |
| Danimarca          | 14                |
| Finlandia          | 8                 |
| Francia            | 3                 |
| Germania           | 5                 |
| Grecia             | 3                 |
| Irlanda            | 1                 |
| Italia             | 3                 |
| Messico            | 11                |
| Norvegia           | 18                |
| Nuova Zelanda      | 1                 |
| Paesi Bassi        | 6                 |
| Polonia            | 7                 |
| Portogallo         | 11                |
| Regno Unito        | 1                 |
| Repubblica Ceca    | 8                 |
| Spagna             | 4                 |
| Stati Uniti        | 1                 |
| Svezia             | 11                |
| Svizzera           | 4                 |
| Ungheria           | 9                 |

### Classifiche di fine anno
| Classifica (2010) | Posizione |
| ----------------- | --------- |
| Australia         | 10        |
| Austria           | 43        |
| Canada            | 20        |
| Francia           | 45        |
| Germania          | 51        |
| Nuova Zelanda     | 3         |
| Regno Unito       | 15        |
| Stati Uniti       | 40        |
| Svizzera          | 52        |
| Classifica (2011) | Posizione |
| Australia         | 18        |
| Canada            | 5         |
| Francia           | 49        |
| Italia            | 76        |
| Messico           | 42        |
| Nuova Zelanda     | 7         |
| Regno Unito       | 25        |
| Stati Uniti       | 10        |
| Classifica (2012) | Posizione |
| Canada            | 49        |
| Regno Unito       | 48        |
| Stati Uniti       | 25        |
| Classifica (2013) | Posizione |
| Stati Uniti       | 127       |
| Classifica (2015) | Posizione |
| Stati Uniti       | 166       |
| Classifica (2020) | Posizione |
| Belgio (Fiandre)  | 109       |
| Classifica (2021) | Posizione |
| Belgio (Fiandre)  | 76        |
| Regno Unito       | 77        |
| Classifica (2022) | Posizione |
| Australia         | 36        |
| Belgio (Fiandre)  | 60        |
| Belgio (Vallonia) | 178       |
| Regno Unito       | 74        |
| Svezia            | 89        |
| Classifica (2024) | Posizione |
| Portogallo        | 119       |

## Teenage Dream: The Complete Confection
Una riedizione dell'album, Teenage Dream: The Complete Confection, è stata pubblicata il 23 marzo 2012 dalla Capitol.

### Antefatti
A ottobre 2011 il produttore Tricky Stewart (che aveva partecipato alla produzione dei brani Hummingbird Heartbeat, Circle the Drain, Pearl e Who Am I Living For?) ha dichiarato: "Katy ed io siamo tornati in studio per sistemare quei brani che avevamo registrato nel passato ma che non sono presenti su Teenage Dream, e li stiamo quindi riascoltando e migliorando, preparandoci per qualcosa di speciale che Katy ha in mente." A gennaio 2012 Amazon.com ha confermato la pubblicazione della ristampa di Teenage Dream, chiamata Teenage Dream: The Complete Confection per il 27 marzo successivo.

### Descrizione
L'album contiene, oltre a tutte le tracce dell'album Teenage Dream, una versione di E.T. con Kanye West già pubblicata come singolo nel 2011, una versione di Last Friday Night (T.G.I.F.) con la rapper Missy Elliot, una versione acustica del brano The One That Got Away, tre nuovi brani e un megamix (detto "megasix") che contiene tutti i 6 successi dell'album Teenage Dream.

### Singoli
Il primo singolo estratto è Part of Me, diffuso il 13 febbraio 2012, mentre il 22 maggio arriva nelle radio il secondo singolo, Wide Awake.

### Tracce
Tracce bonus
1. The One That Got Away (Versione acustica) – 4:18
2. Part of Me – 3:35 (Katy Perry, Bonnie McKee, Lukasz Gottwald, Max Maritn, Henry Walter, Dr. Luke, Cirkut)
3. Wide Awake – 3:41 (Katy Perry, Max Martin, Lukasz Gottwald, Bonnie McKee, Henry Walter, Dr. Luke)
4. Dressin' Up – 3:44 (Katy Perry, Thiessen, C. Stewart, Monte Neuble)
5. E.T. (feat. Kanye West) – 3:50 (Katy Perry, Lukasz Gottwald, Max Martin, Joshua Coleman, Kanye West)
6. Last Friday Night (T.G.I.F.) (feat. Missy Elliot) – 3:58 (Katy Perry, Lukasz Gottwald, Max Martin, Bonnie McKee, Missy Elliot)
7. Tommie Sunshine's Megasix Smash-Up – 7:03 (Katy Perry, Lukasz Gottwald, Max Martin, Bonnie McKee, Calvin Broadus, Tor Hermansen, Mikkel Eriksen, Ester Dean, Vee Coleman)

### Classifiche

#### Classifiche settimanali
| Classifica (2012) | Posizione massima |
| ----------------- | ----------------- |
| Australia         | 17                |
| Belgio (Fiandre)  | 14                |
| Belgio (Vallonia) | 39                |
| Canada            | 10                |
| Finlandia         | 18                |
| Francia           | 14                |
| Germania          | 30                |
| Italia            | 28                |
| Nuova Zelanda     | 13                |
| Paesi Bassi       | 61                |
| Regno Unito       | 6                 |
| Repubblica Ceca   | 21                |
| Stati Uniti       | 2                 |
| Svezia            | 48                |

#### Classifiche di fine anno
| Classifica (2012) | Posizione |
| ----------------- | --------- |
| Australia         | 27        |
| Nuova Zelanda     | 17        |